# Santalum ellipticum
Santalum ellipticum, comummente conhecido como ʻIliahialoʻe (havaiano) ou sândalo-costeiro, é uma espécie de plantas de floração na família Santalaceae, que é endémica das ilhas havaianas. É um arbusto que se alastra por pequenas árvore, geralmente atingindo uma altura entre 1 a 3 metros, contudo, é extremamente variável em tamanho e forma. Como outros membros do género, o S. ellipticum é um hemiparasitário, indo buscar alguns de seus nutrientes da planta hospedeira através das suas raízes.